# Criminal (película de 2004)
Criminal es una película estadounidense de 2004 dirigida por Gregory Jacobs. Es una adaptación de la película argentina del 2000 Nueve reinas.
Está protagonizada por John C. Reilly, Diego Luna, Maggie Gyllenhaal y Maeve Quinlan. La producción estuvo a cargo de Section Eight, la productora de Steven Soderbergh y George Clooney.

## Argumento
John C. Reilly interpreta a Richard Gaddis, un delincuente de poca monta con una inclinación por los juegos de estafadores. Para conectar marcas, actúa como un exitoso hombre de negocios, vistiendose como tal y conduciendo un Mercedes-Benz, con la creencia de que uno debe verse como un profesional para ser un estafador de éxito.
Gaddis está buscando un nuevo socio con el que puede realizar estafas más sofisticadas. Descubre a Rodrigo (Diego Luna) después de que ve al hombre joven jugando algunas pequeños juegos estafadores en un casino-bar. Cuando Rodrigo es capturado, Gaddis hace el papel de un oficial encubierto para salvarlo de ser arrestado. La contribución de Rodrigo es una cara tan ingenua y tan confiable que es capaz de estafar a cualquiera, mientras que Richard es a la vez totalmente carente de principios e inteligente. Después de varias pequeñas pruebas para determinar la habilidad de Rodrigo, sugiere una asociación, la que Rodrigo rápidamente acepta.
Aunque Rodrigo desconfía enormemente Richard, está de acuerdo para asociarse a él en una estafa gigantesca, siempre que reciba un porcentaje del dinero ganado para ayudar a su padre enfermo, que está en problemas debido a sus deudas de juego. Richard acepta, y planean vender una versión fraudulenta de un billete certificado de plata a William Hannigan, un rico coleccionista que está en la ciudad.
Gyllenhaal interpreta a la hermana Gaddis "Valerie", una conserje en un hotel. Cuando Hannigan se encapricha con la tensa pero muy sexy Valerie, Gaddis se ve obligado a incluirla a ella en la estafa, cuyo precio es la admisión de Richard a su hermano Michael que le ha despojado de su parte de la herencia. La trama gira constantemente a medida que cada uno de los personajes se vuelve más profundamente involucrado en la estafa, y el siempre engañoso Richard  trata de quitar a  Rodrigo, Valerie y Michael su parte.
En el giro final, se revela que todos los principales actores involucrados, incluyendo a Rodrigo y Hannigan, estaban jugando una estafa contra Gaddis desde el principio, para que Valerie y Michael pudiese recuperar su legítima parte de la herencia.